# Ole Christian Kvarme
Ole Christian Kvarme (ur. 11 lutego 1948 w Molde) – norweski teolog judaistyczny i duchowny luterański, w latach 2005–2017 biskup Oslo.

## Życiorys
W 1974 ukończył studia teologii judaistycznej, na które uczęszczał w Getyndze i Jerozolimie. W latach 1976–1981 był misjonarzem Den norske Israelsmisjon w Hajfie. W latach 1982–1986 dyrektor centrum Caspari w Jerozolimie, a w latach 1986–1996 sekretarz generalny Norweskiego Towarzystwa Biblijnego. W 1998 wybrany biskupem Borgu (z siedzibą we Fredrikstad), a w 2005 – biskupem Oslo. W 2017 z powodu problemów zdrowotnych zrezygnował z pełnienia funkcji biskupa.